# 화산재 정보 센터
화산재 정보 센터(Volcanic Ash Advisory Center, VAAC)는 항공로에 피해를 미칠만한 화산재 구름의 확산과 이동에 대한 전문가 그룹이다. 2010년 기준으로 화산재 정보 센터는 전세계에 9개가 있으며, 각각 특정한 지리적 위치를 담당하고 있다. VAAC의 분석결과는 화산재 권고(Volcanic Ash Adversory)와 더불어 화산재 이동 및 분포(Volcanic Ash Transport and Dispersion)라는 이름의 컴퓨터 시뮬레이션 모델을 만들기도 한다. 각각의 화산재 정보 센터는 화산재 정보 센터가 위치한 국가의 기상청의 일부분으로 운영된다.

## 역사
VAAC는 1990년도에 화산재로 인해 엔진이 꺼져버리는 항공사고, 대표적으로 영국항공 9편 엔진 고장 사고 등을 통해 화산재가 민항기의 운행에 위협이 되며, 또한 적시에 조종사에게 화산재 구름 근처를 돌라고 조언하는 하는 것이 피해를 줄이는 길이란걸 인식하면서부터 이런 화산재의 예측을 향상시키면서 만들어졌다.

## 위치
현재 화산재 정보 센터는 9곳이 있으며, 각각 지정된 위치를 맡고 있다. 이들 센터들은 가까운 지역의 VAAC와 항공 관제 센터, 그리고 기상청과 함께 공조하고 있다.

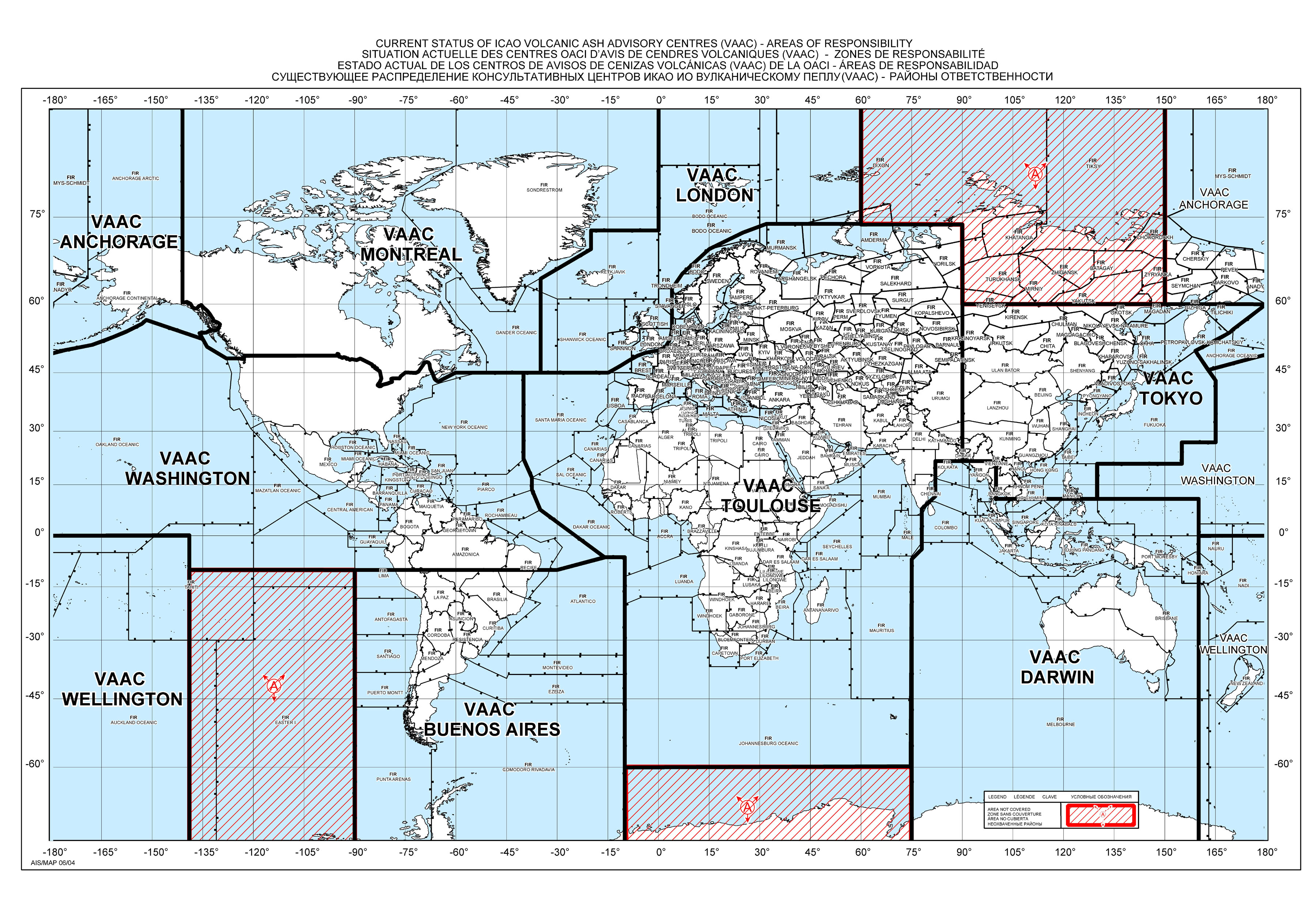
각각의 VAAC들이 맡고 있는 구역들

VAAC에서 다루는 영역은 ICAO의 IAVW 프로그램의 일부로서 비행 정보 구역 혹은 서로 합의한 좌표로 설정되며, 각각의 영역은 IAVW 핸드북에 설정되어 있다. VAAC는 러시아 북부와 더불어 남태평양 일부, 그리고 남극을 제외한 전세계의 영역을 살피고 있으며, 이 영역들은 그림에서 빗금쳐져 있다.

## 경보
VAAC에 화산재 구름이 탐지되게 되면, VAAC 측에서는 그들의 컴퓨터 모델을 실행하여 항공기가 이용하는 여럿 항공로의 화산재 구름의 경로를 예측한다. 그리고 항공기에 경보를 발령하고, 기상관측관은 IAVW의 설명서에 따라 움직이게 된다. 이 경고는 화산재 권고라는 형식으로 발령되게 된다.
이 화산재 권고에는 화산의 이름과 국가, 그리고 분하구위 위치와 더불어서 정보의 원천, 그리고 UTC를 기반으로 하는 분화 시간, 영향을 받는 비행 고도와 더불어 화산재 구름의 크기, 그리고 화산재의 현재 움직임과 더불어 6, 12, 18시간의 예보를 포함하고 있으며, 마지막으로 다음 업데이트 시간을 표시하도록 되어 있다.

## 같이 보기
- 플레산
- 플리니식 분화